# Pensja pani Latter
Pensja pani Latter – polski film psychologiczny w reżyserii Stanisława Różewicza z 1982 roku, będący ekranizacją fragmentów powieści Bolesława Prusa pt. Emancypantki.

## Fabuła
Akcja toczy się w Warszawie w II połowie XIX wieku. Główną bohaterką jest przełożona szkoły dla dziewcząt – pani Emma Latter. Pani Latter walczy z kłopotami finansowymi swojej placówki, bowiem rodzice uczennic wciąż zalegają z opłatami. Oprócz problemów zawodowych dręczą ją kłopoty z dorastającymi dziećmi. Wszystko to sprawia, że pani Latter przeżywa załamanie psychiczne.

## Obsada
- Barbara Horawianka – Emma Latter
- Henryk Machalica – Dębicki
- Halina Łabonarska – Klara Howard
- Hanna Mikuć – Madzia Brzeska
- Magdalena Wołłejko – Joanna
- Janusz Paluszkiewicz – Mielnicki
- Jacek Borkowski – Kazimierz
- Barbara Rachwalska – Marta
- Michał Anioł – student Kotowski
- Bronisław Pawlik – Zgierski
- Marcin Troński – Stefan Solski
- Anna Zagórska – uczennica na pensji pani Latter